# کنار زیارت (روستا)
کُنارِ زیارت روستایی از توابع دهستان فداغ در بخش مرکزی شهرستان گراش در استان فارس ایران است.

## جمعیت
این روستا در ۱۱ کیلومتری شهر گراش قرار دارد و بر اساس سرشماری مرکز آمار ایران در سال ۱۳۹۵، جمعیت آن ۲۲۴ نفر شامل ۶۲ خانوار بوده‌است. این روستا دارای مسجد و مدرسه می‌باشد و اهالی روستا به دامداری و کشاورزی مشغول هستند.